# Vindafjord
Vindafjord és un municipi situat al comtat de Rogaland, Noruega. El 2016 tenia 8.788 habitants i una superfície és de 620,59 km². El centre administratiu del municipi és el poble d'Ølensjøen.